# Каланки Пьяны
Каланки Пьяны (Calanques de Piana) — скальные образования (т. н. каланки) залива Порто, расположенные близ коммуны Пьяна, остров Корсика. Являются частью природного заповедника Скандола, образованного в 1975 году и в 1983 году внесённого в список объектов всемирного наследия ЮНЕСКО. 
Многочисленные скалы розового и оранжевого цвета возвышаются над водой на высоту до 300 метров. Состоя по большей части из гранита, они подверглись сильной эрозии и приобрели причудливые формы, образующие фантастический ландшафт. 

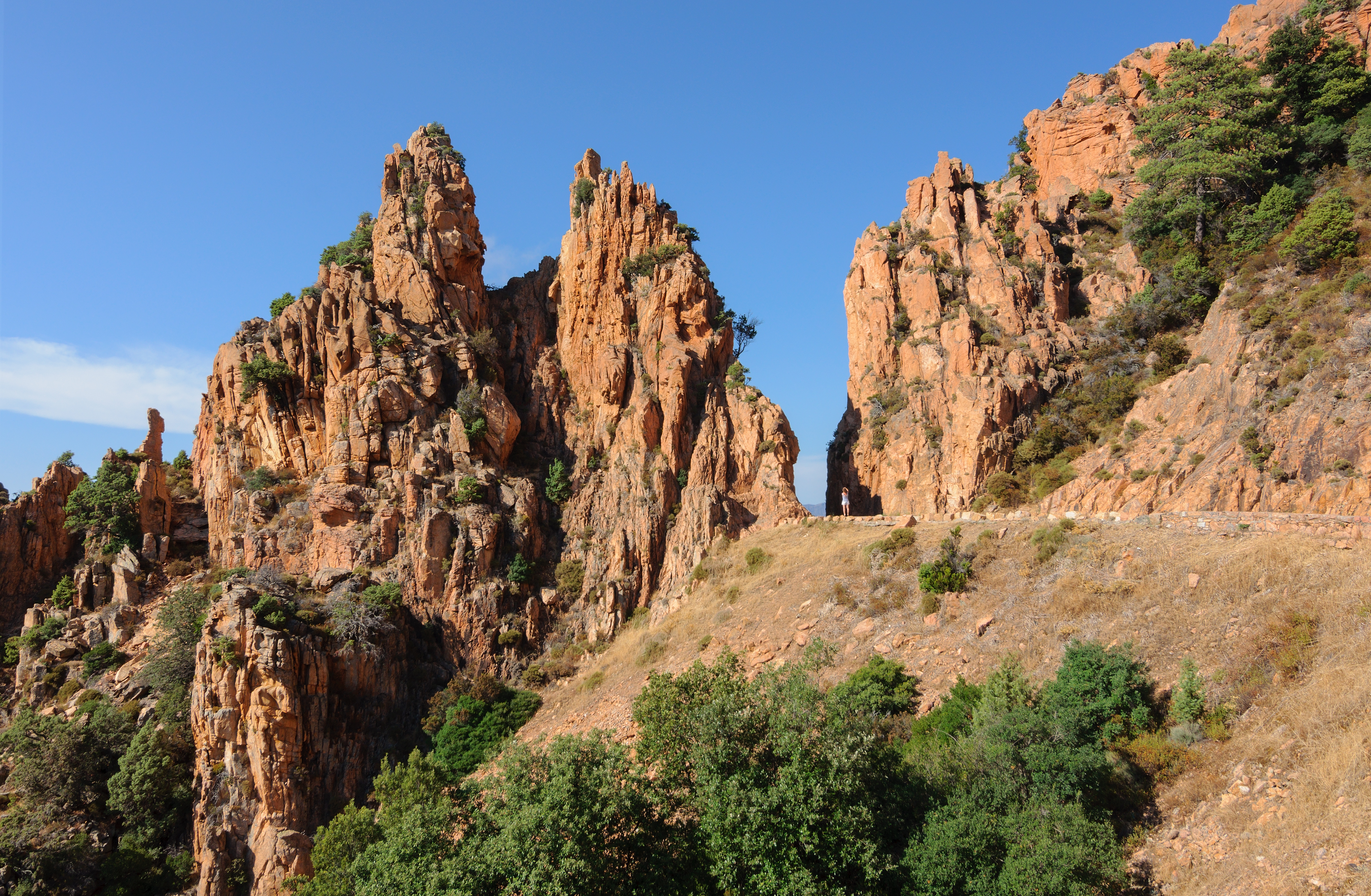
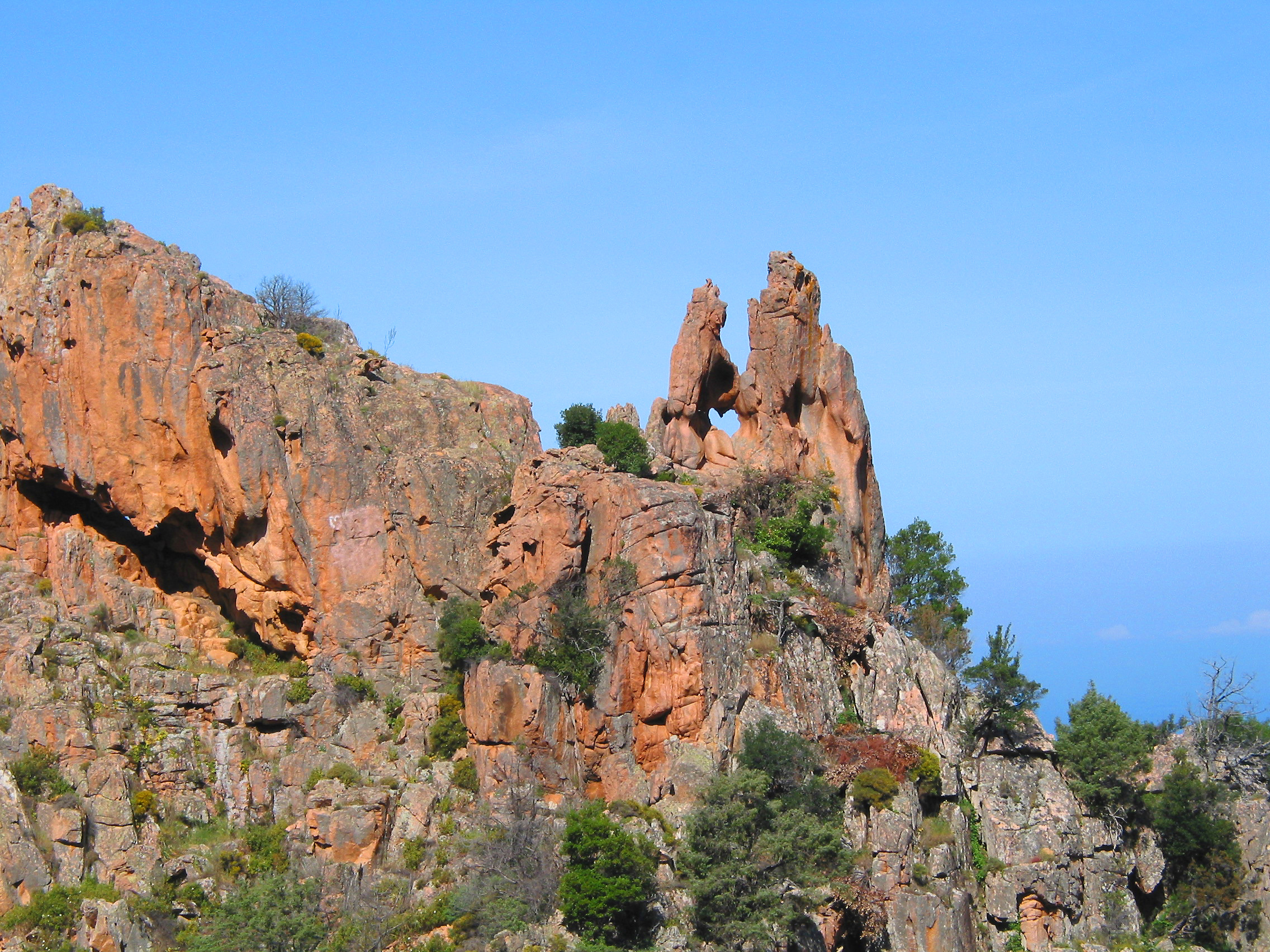
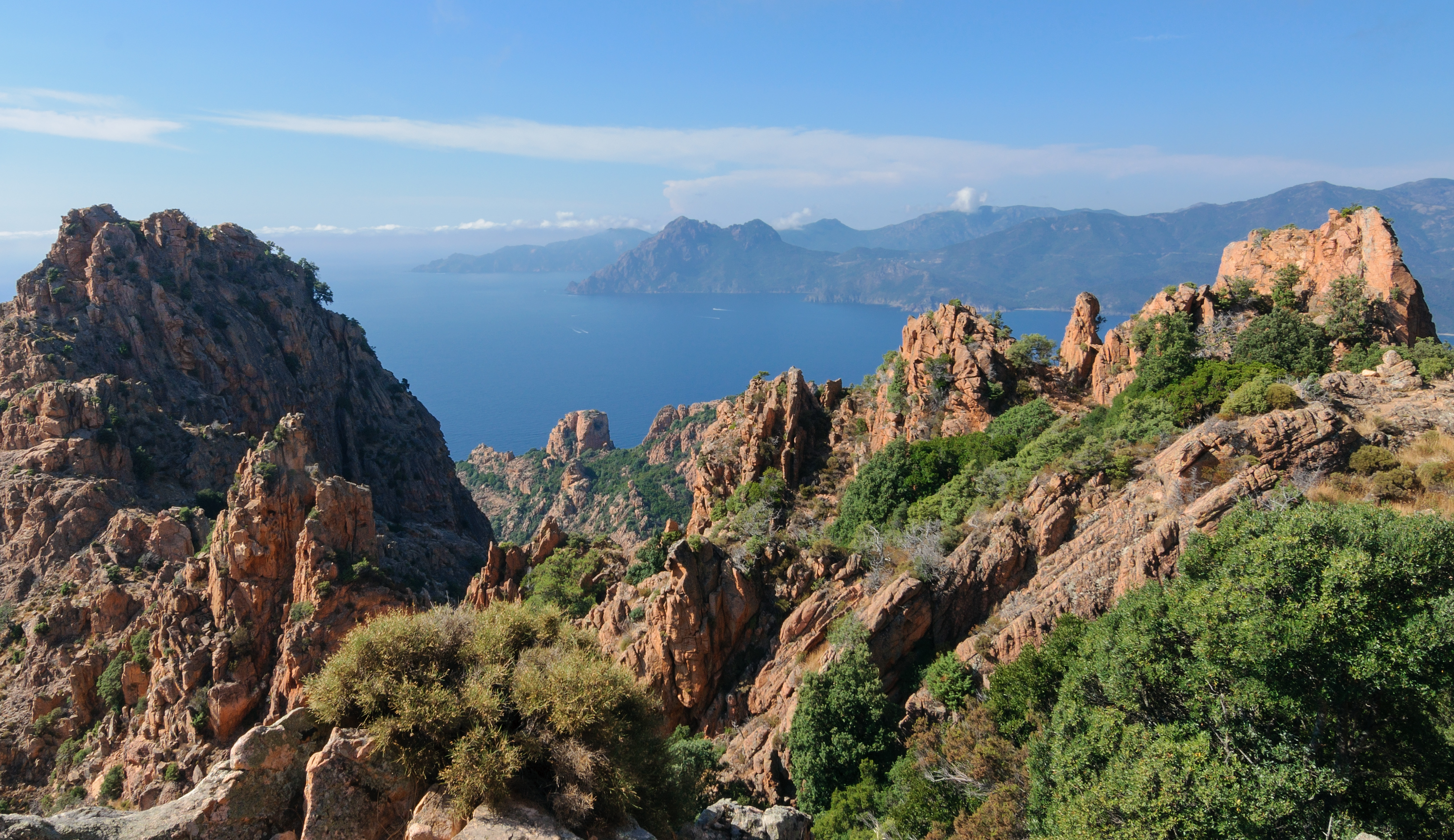
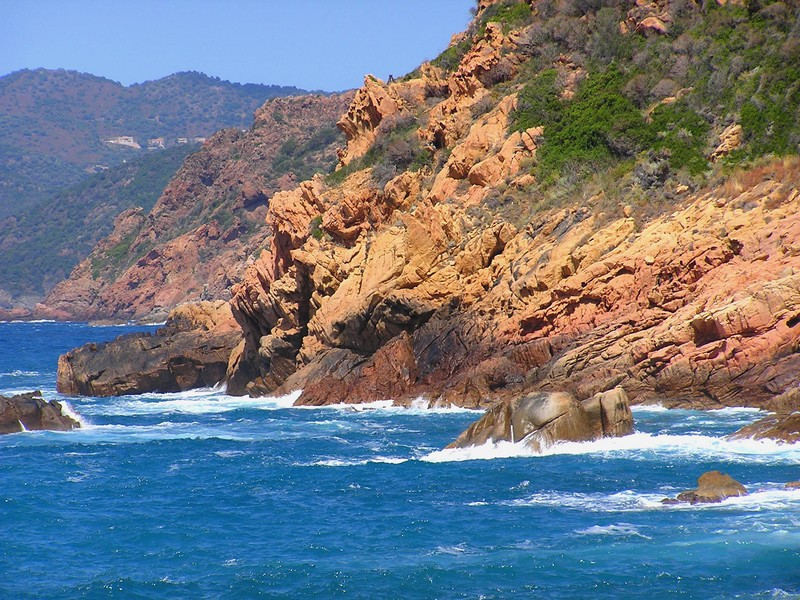
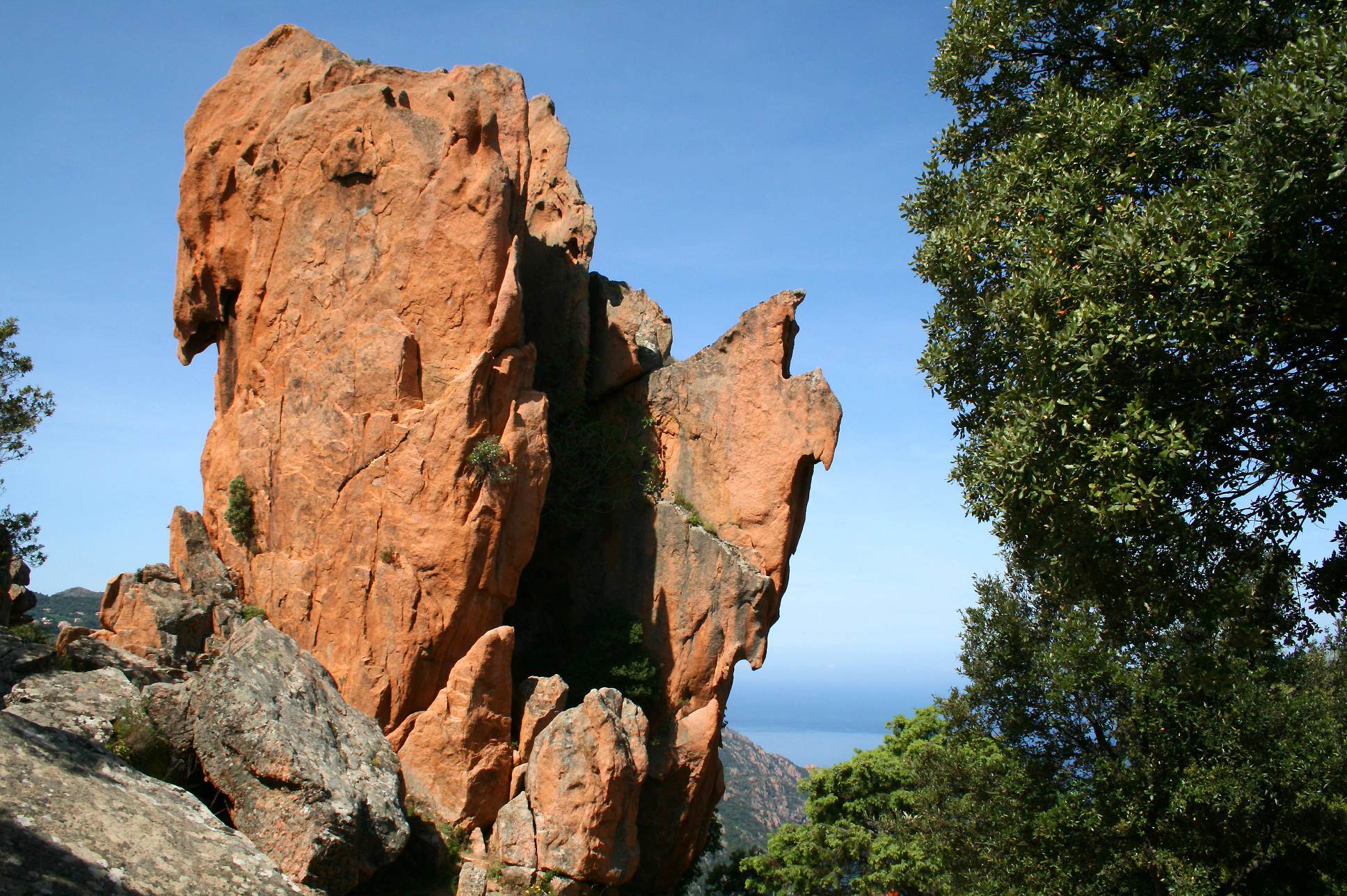
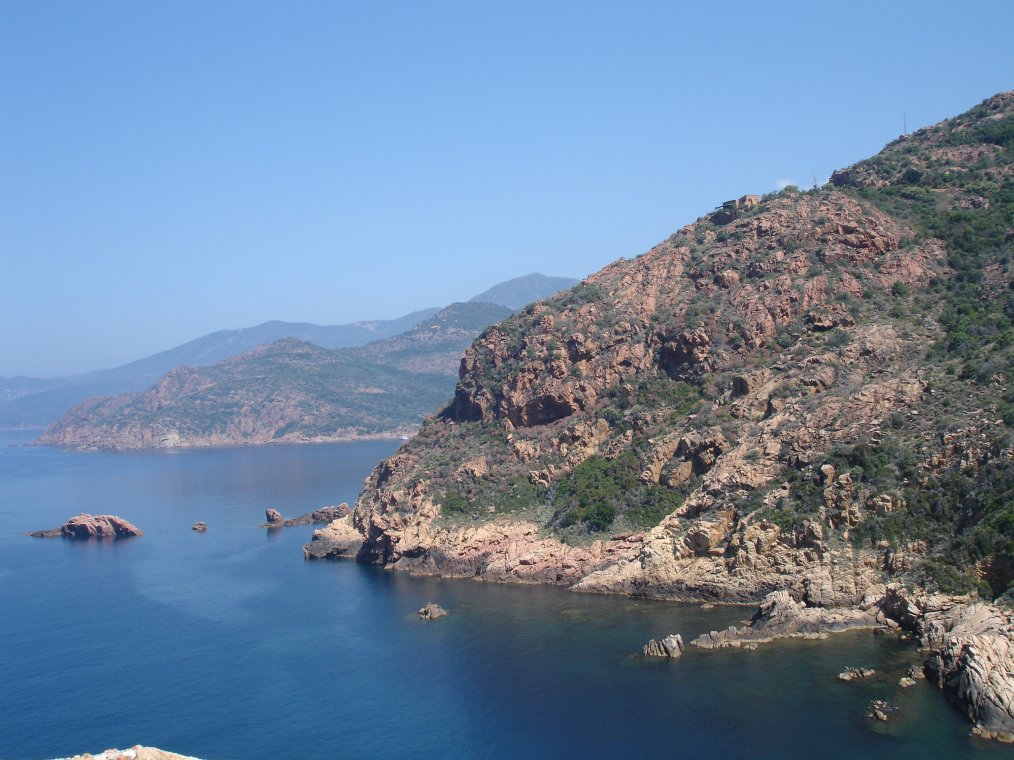